# スプリンクラー設備

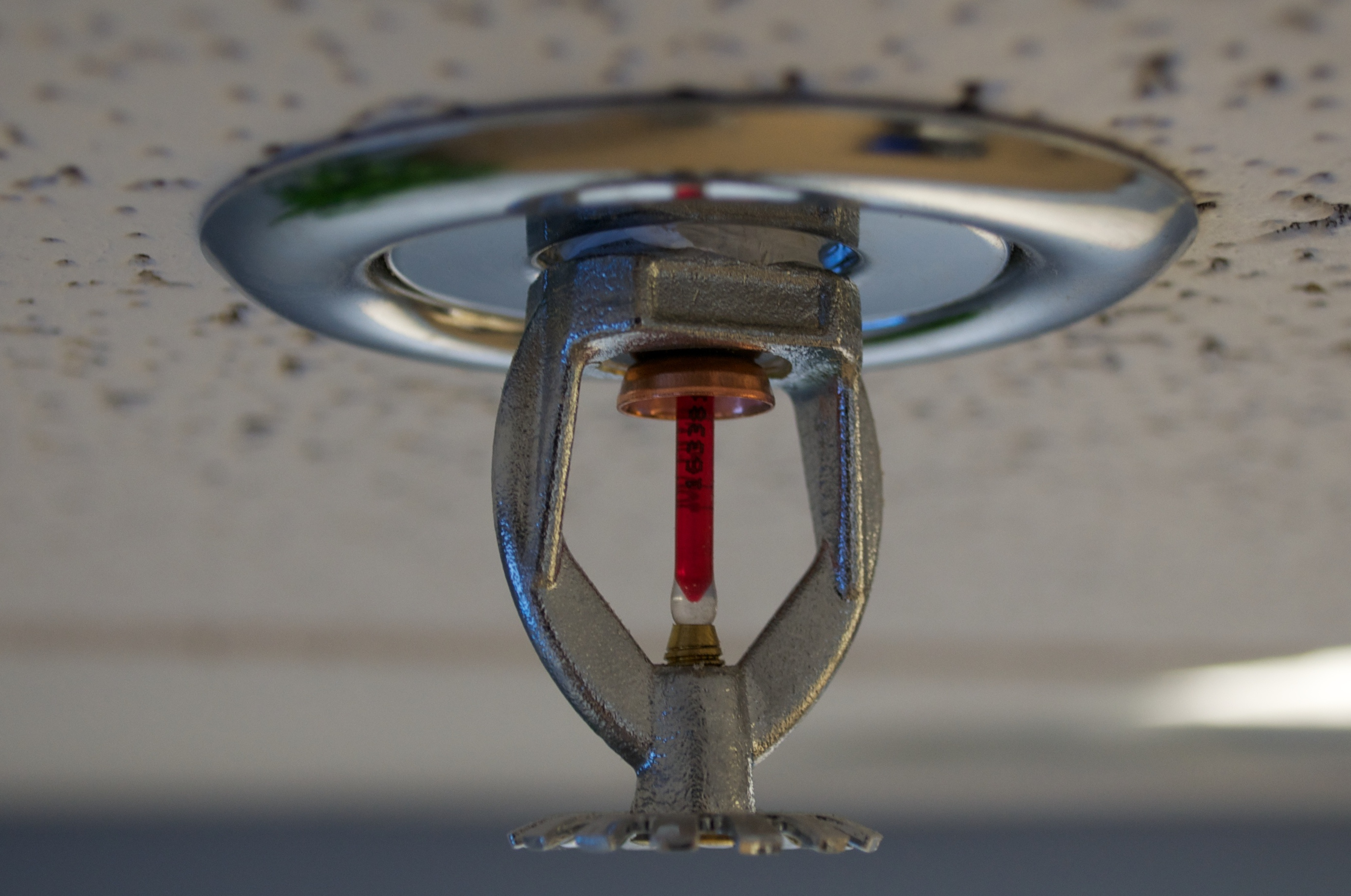
グラスバルブ式のスプリンクラーヘッド。赤く見えるグラスバルブが熱で破裂することにより動作する。

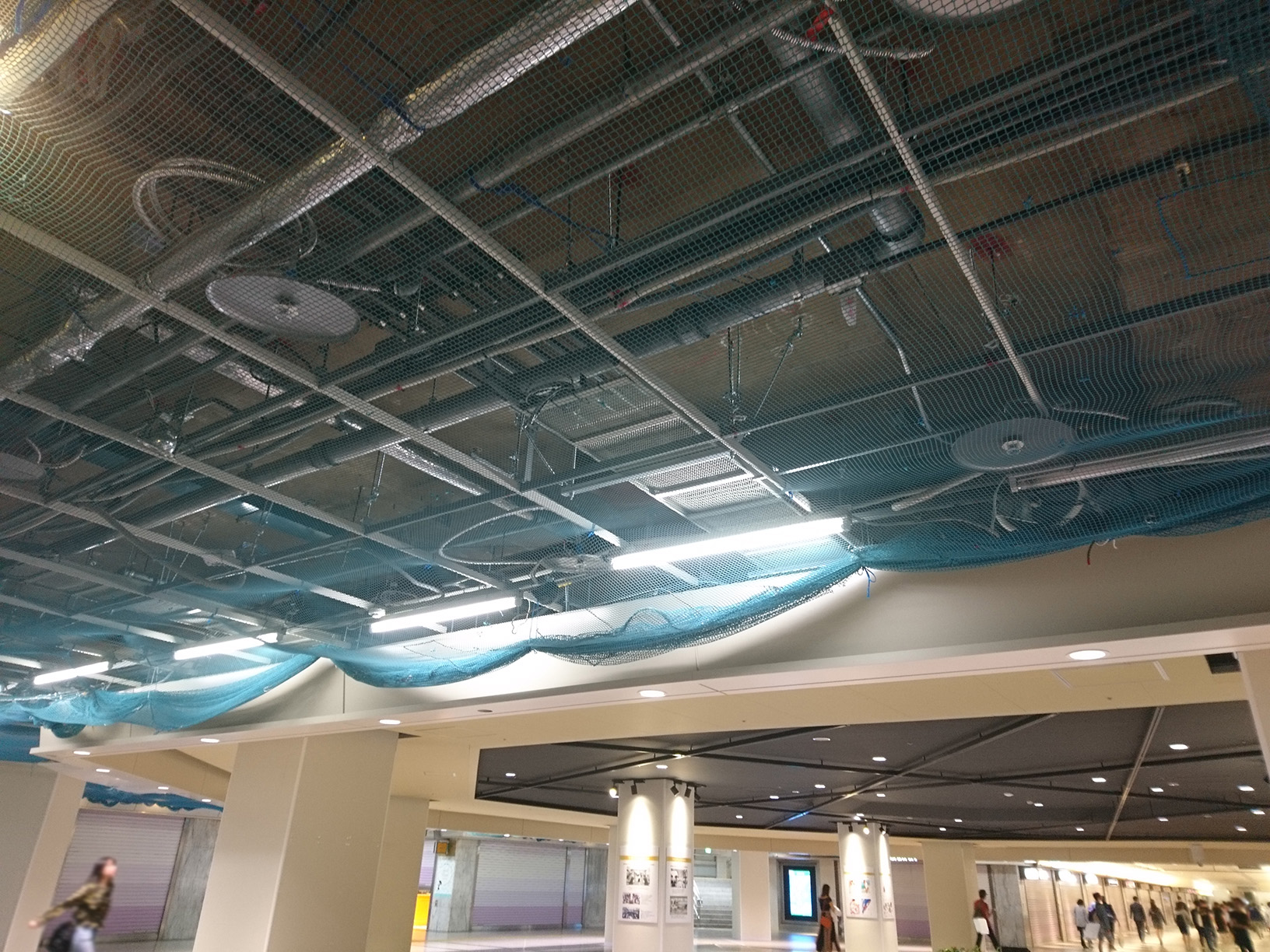
集熱板付きのスプリンクラーヘッド

スプリンクラー設備（英語: fire sprinkler）とは、消防用設備の一つであり、火災発生時に大量の散水で消火を図ることによる初期消火を主な目的とする設備である。一部の設備を除き自動的に作動する。
設備の費用は最も高いが、現在の所建物の火災時の安全を図るには良い設備といえる。
火災で莫大な経済的損失を被るおそれのある大倉庫・工場や、火災が発生すれば消火が困難な高層建築物や地下街、特に福祉施設・病院・ホテル・百貨店など、一旦火災が発生すれば多数の人命に関わる事態が懸念される場所で使用される。

## 歴史
黎明期（1723年～19世紀）
- 1723年 : イギリスのアンブローズ・ゴッドフリーが自動消火装置の特許を取得。
- 1806年/1807年 : イギリスのジョン・キャリーが熱作動式の穴あきパイプによる消火システムを開発。
- 1809年 : ウィリアム・コングリーブがキャリーのシステムを改良し特許を取得。
- 1812年 : コングリーブがロンドンの劇場に世界初のスプリンクラーシステムを設置。
- 1864年 : イギリスのA.スチュワート・ハリソンが閉鎖式スプリンクラーヘッドを使用した自動散水栓を開発。ハイラム・ティーブンス・マキシムが家具工場の火災対策として自動火災スプリンクラーを発明。
- 1874年 : ヘンリー・S・パーメリーが最初の実用的な自動火災スプリンクラーシステムを発明し、特許を取得。
- 1881年/1890年 : フレデリック・グリンネルがパーマリーのシステムを改良し、自動スプリンクラーやガラスディスクスプリンクラーの特許を取得。
- 1878年～1882年の間 : アメリカで200,000台を超えるスプリンクラーが設置される。
- 1887年 : 日本に初めてスプリンクラーが輸入される。
- 1896年 : 全米防火協会（NFPA）が発足。ボストンで開かれたスプリンクラー設備の設計や設置に係る規格の不整合に対処した[3]。この規格が消火用スプリンクラーの規格となる。
- 1908年 : 日本でスプリンクラー設置施設に対する火災保険料割引が制度化。
- 1911年 : 横浜赤レンガ倉庫に当時の最新技術としてスプリンクラーが導入される。

普及期（20世紀～現代）
- 1961年 :  消防法により、特定の建物へのスプリンクラー設置が義務付けられる。スプリンクラーの規格がNFPA規格のものから、消防法規格のものになる。
- 1960年代後半～1970年代前半 :  千日デパート火災を始め、ホテルニュージャパン火災など、病院・福祉施設・ホテル等でたび重なる火災により多数の死傷者が発生したため、消防法施行令が改正され、スプリンクラーの設置対象が拡大される。
- 1974年（昭和49年） : 熊本市大洋デパート火災を受け、消防法が改正される。
- 2015年（平成27年） : 近年のホテルや高齢者施設での火災を踏まえ、消防法令が一部改正される。

## 規格
自動的な消火装置のアイデアは古くからあるが、現在見る形になったのは全米防火協会（NFPA）が規格を指定した19世紀末である。日本では明治期に紡績機械と共に輸入されたと言わｊれているが、実際の普及は戦後、建築物の大型化が進んでからである。
昭和30年代まではスプリンクラーヘッドはNFPA規格で消防用設備一般の規格自体殆どが損害保険料率算定会のものであった。これは米国同様、協会の指定する設備を設けた場合、火災保険料の大幅な値下げが得られたからである。算定会の規定は厳しく、かえって普及の妨げになる場合もあり、後に現在の消防法規格の設備が一般的になる。
現在でも、海外資本の場合、FMグローバル(FM) NFPA規格等の外資民間損保規格による設備を要求される場合もある。この場合、日本の消防法で義務でない消火設備を任意で設置する。法の義務設置でなく規格も異なる為消防法に基づく検査は通常無いが施主の契約保険会社の厳しい検査がある。
外資でなくても、老舗百貨店等は損保仕様の消防法より厳しい基準のスプリンクラー設備を設置している。
設備が高額なので普及はすすまなかったが、過去のスプリンクラーそのものの未設置（舞台・映写室等には当時の大阪府消防法施行条例に基づいて設置）によって大きな被害を出した千日デパート火災を始め、スプリンクラーヘッドのみを設置する、見せかけによる設置で全く機能しなかったホテルニュージャパン火災など、病院・福祉施設・ホテル等でたび重なる火災により多数の死傷者が発生し、暫時消防法が改正され設置義務範囲も拡大してきた。

## 構造

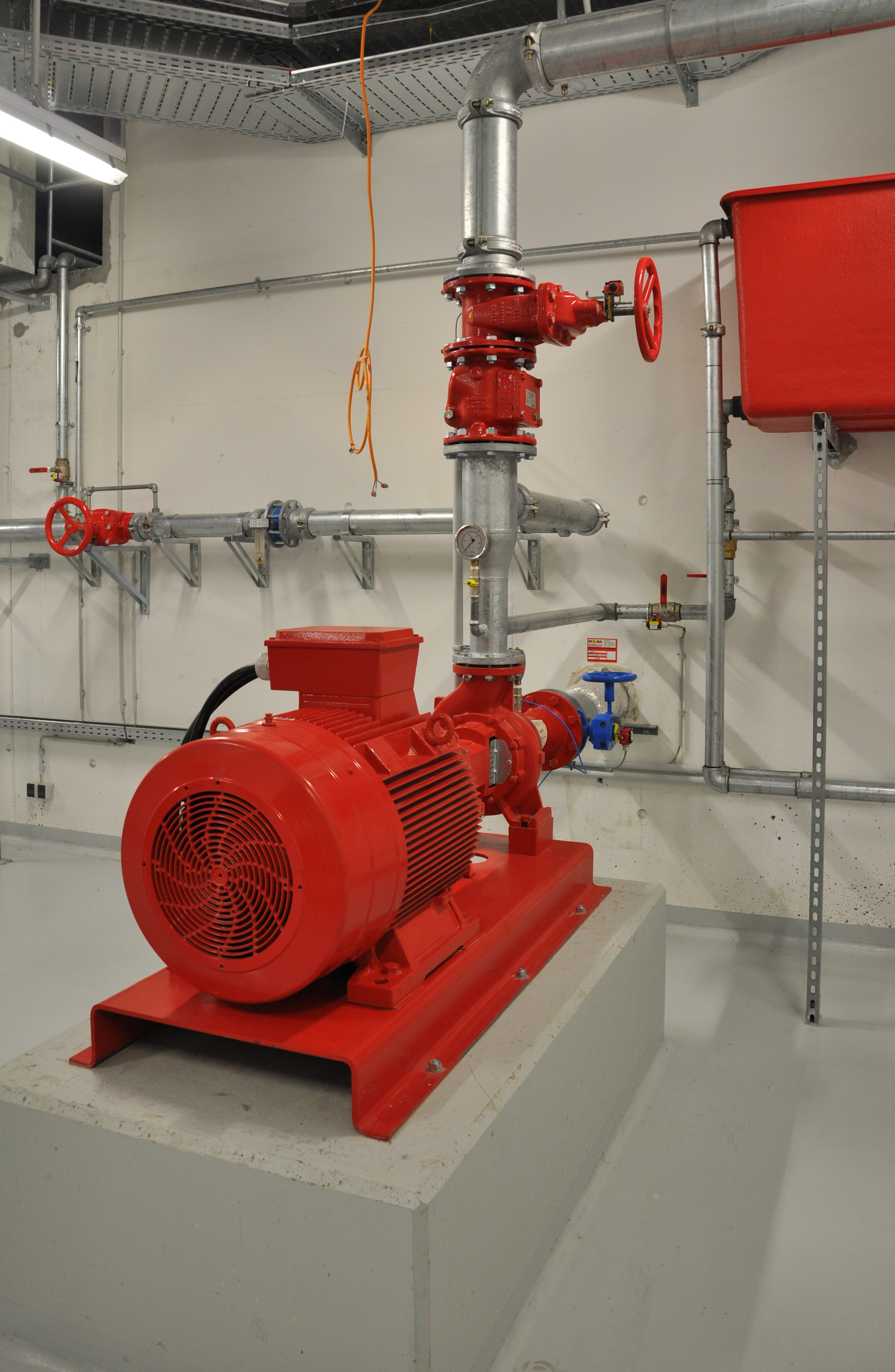
消火ポンプ（加圧送水装置の一つ）

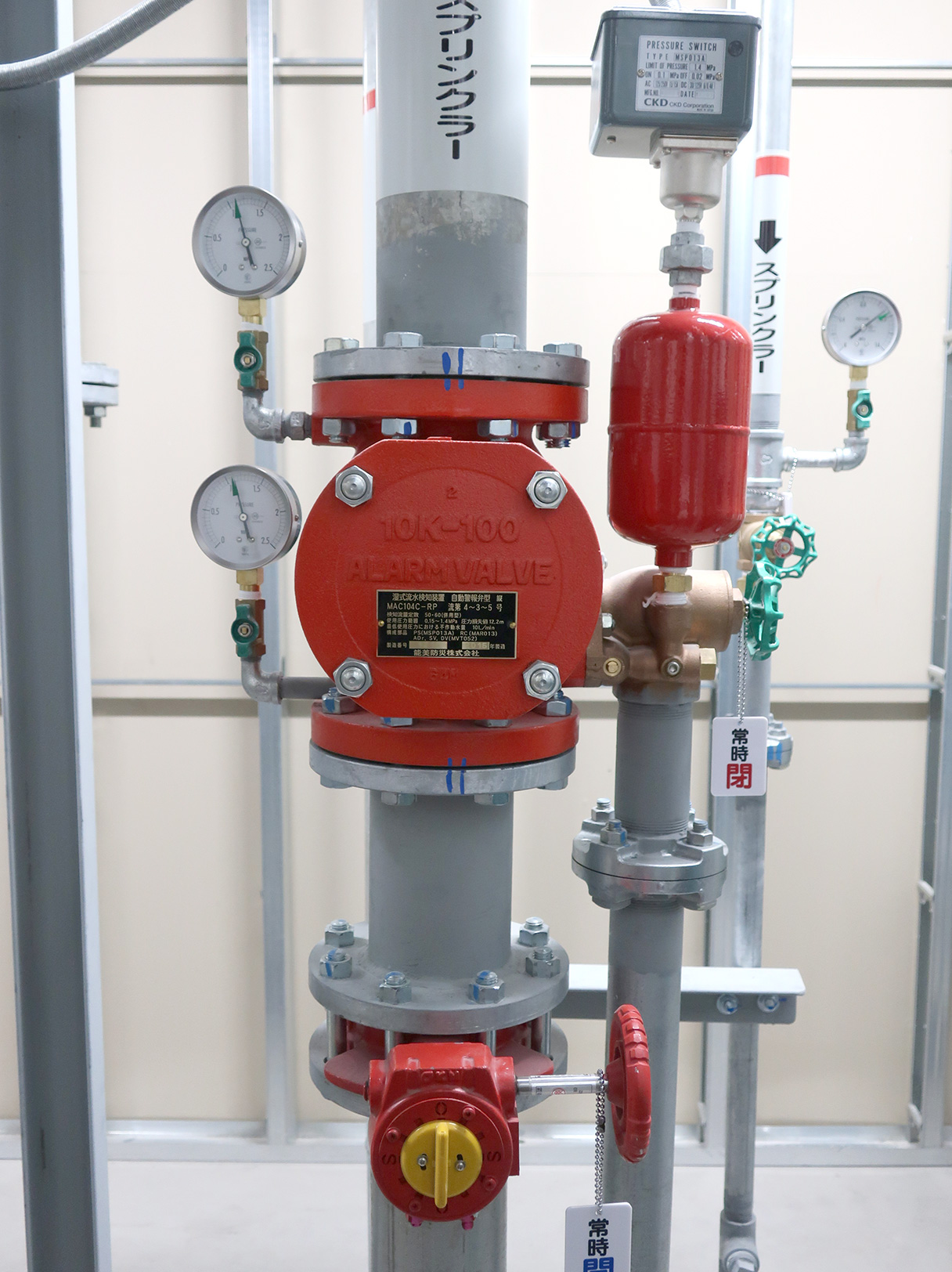
湿式流水検知装置（アラーム弁）

水源と加圧送水装置、配管、制御弁、流水検知装置（アラーム弁）、スプリンクラーヘッド、送水口からなる。
加圧送水装置としては、水源を兼ねた高架水槽や圧力水槽が使われる場合もあるが、制約が大きいので殆どが電動モーターとタービンポンプを採用している。電源には非常電源設備の付置が必要である。非常電源の代替として、ガソリンエンジンやディーゼルエンジン駆動のポンプが用いられる場合もある。
古くは工場等でボイラ設備のある場合、蒸気駆動のウオシントンポンプが用いられた時代もある。
欧米では公設水道をそのままスプリンクラー設備に結合する場合も多いが、日本では水道法の制約が大きいため、住宅用の簡易なスプリンクラーにしか用いられず、普及の足枷ともなっている。
加圧送水装置以降の設備については数種の方式がある。

### 湿式
最も広く採用されている方式。

湿式スプリンクラーのグラスバルブ。作動温度によって異なる着色がなされている。

スプリンクラーヘッドは、火災時の熱により容易に溶ける合金（ヒュージブルリンク）や火災の熱で破裂する揮発性の液体（エーテル、アルコール等）を満たしたガラス球（グラスバルブ）で封じられている、閉鎖式スプリンクラーヘッドが用いられる。
一般的なスプリンクラーポンプは圧力タンクを付置して配管内に水圧を与えており、配管は制御弁と流水検知装置を経由してスプリンクラーヘッドに繋がっている。火災時、ヘッドが開いて流水が始まると流水検知装置が動作し、同時に圧力タンクの水圧が下がる。この二つの信号のいずれかにより、スプリンクラーポンプが起動し散水を継続させる。
流水検知装置はアラーム弁が多い。アラーム弁はその名の通り、流水が始まると圧力スイッチにより信号を発する他に、現在では損保仕様の場合のみに多いが、ウォーターモーターゴングへ送水しゴングの鳴動により火災の発生を知らせる役目を持つ。
スプリンクラーヘッドは火災が鎮火しても自動的に水は止まらない。放水を停止するためには、鎮火を確認したのちに、アラーム弁と同じ場所にある制御弁を人が閉じる必要がある。
スプリンクラーヘッドの問題点として、ぶつかり等による外部衝撃に弱く、それによって火災時以外に放水される水損事故が発生する場合がある。阪神・淡路大震災・能登半島地震ではスプリンクラー設備の破損による水損が多発した。また、高層マンションへのスプリンクラーの設置が義務づけられるようになり、設置数も増加している。そのため、それらの損害を防ぐスプリンクラーヘッドの技術開発が続けられており、「全周リング保持方式」や「ボール式耐衝撃型スプリンクラーヘッド」などが開発・販売されている。スプリンクラーヘッドの不慮の水損をバックアップするシステムとして「湿式予作動」がある。

### 乾式
寒冷地等で、凍結により散水不能や配管の破損のおそれのある場所で採用される。配管に圧縮空気を封入しておき、火災時ヘッドが開くことによって内圧が低下し、それにより乾式流水検知装置が作動し、引き続いて放水する構造になっているものである。

### 予作動式

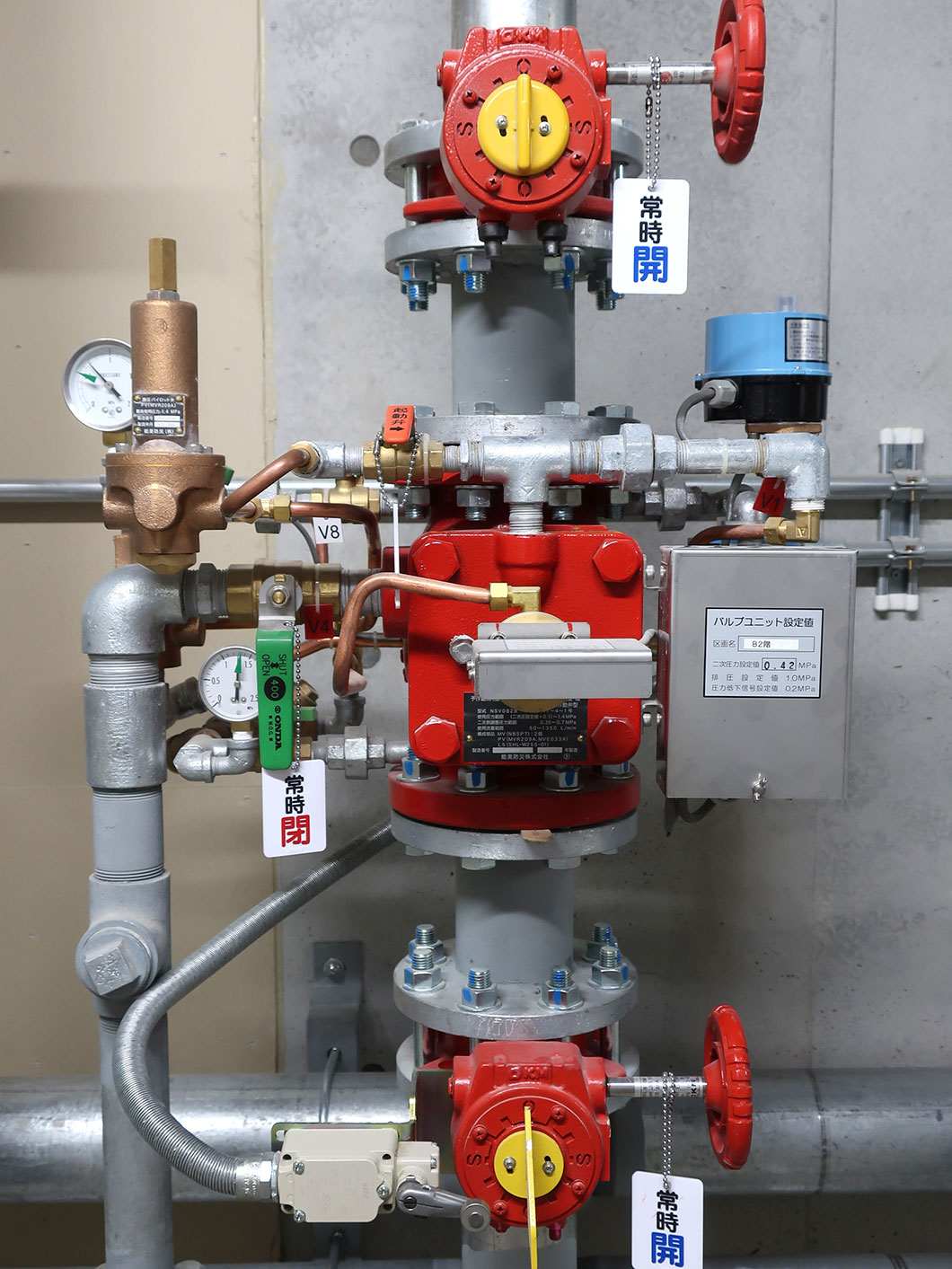
予作動湿式流水検知装置

電算室等、不慮の散水により莫大な損失を被るおそれのある場所で用いられる。自動火災報知設備等からの信号とスプリンクラーヘッドの開放の二つの動作がなければ散水しない構造である。したがって、単なるヘッドの破損等のみでは動作しない。但し、設備が複雑なため設置費用が高額になるのが難点である。また、放水開始のタイムラグなど、装置の複雑化によるファクターの増大もある。
・乾式予作動
一次配管と二次配管側を予作動弁で区画し、二次配管側にコンプレッサー等により圧縮空気を満たし、火災信号が発報していない時にヘッドが破損した場合は、スプリンクラーヘッドから圧縮空気のみが放出される。非火災時の破損は減圧によって異常警報を発する。
なお、通常は二次配管内に水は満たされていないため、火災信号によって加圧ポンプが作動したとしても圧縮空気が配管の中に残っているため、放水開始時のタイムラグが発生する。
・湿式予作動
上記の放水遅れを解消したもの。一次配管と二次配管側を予作動弁で区画し、二次配管側にも水を満たした上で、ヘッドが破損しても二次側配管内の水が少量流れるだけでそれ以上の被害は発生しないようになっている。非火災時の破損は減圧によって異常警報を発する。
通常時から二次配管内にも水が満たされているので、放水開始時のタイムラグが発生しない。
予作動湿式は、一部のフロアーだけを予作動式にして、他のフロアは従来の湿式スプリンクラー設備とする構成も可能である。また、既存の湿式スプリンクラー設備において、流水検知装置など一部の部品を交換することで予作動湿式へ改修することも可能である。そのため、設備コストが大きく跳ね上がることもなく、重要なフロアーのみに、より安全で安心な消火設備を構築することが出来る。
・湿式真空（負圧）予作動
一次配管と二次配管側を予作動弁で区画し、二次配管側にも水を満たした上で、配管内を真空ポンプによって真空状態に保ち、火災信号が発報していない時に破損した場合は、真空ポンプによって水が吸い上げられ、消火水槽へ水が戻るのでスプリンクラーヘッドからは何も放出することはない。非火災時の破損は加圧によって異常警報を発する。
また、通常時から二次配管内にも水が満たされているので、放水開始時のタイムラグが発生しない。

### 開放式
高天井かつ大量の可燃物が存在する劇場の舞台等で設置される。感熱部の無い開放型スプリンクラーヘッドと配管を配置し、火災時に舞台袖に設けられた手動起動装置のバルブの操作や、防災センターからの電磁弁の操作により一斉開放弁を動作させ、一定の範囲のスプリンクラーヘッドから一斉に散水し消火を図る設備である。舞台上の散水区画は数箇所に分けている。各起動装置のバルブがどの位置に散水するバルブか判りやすいよう表示する必要がある。また通常複数区画同時の散水能力はなく、みだりに多数の区画を起動すると消火不能に陥る危険があるため、出火箇所に応じた操作が必要となる。

### 放水型

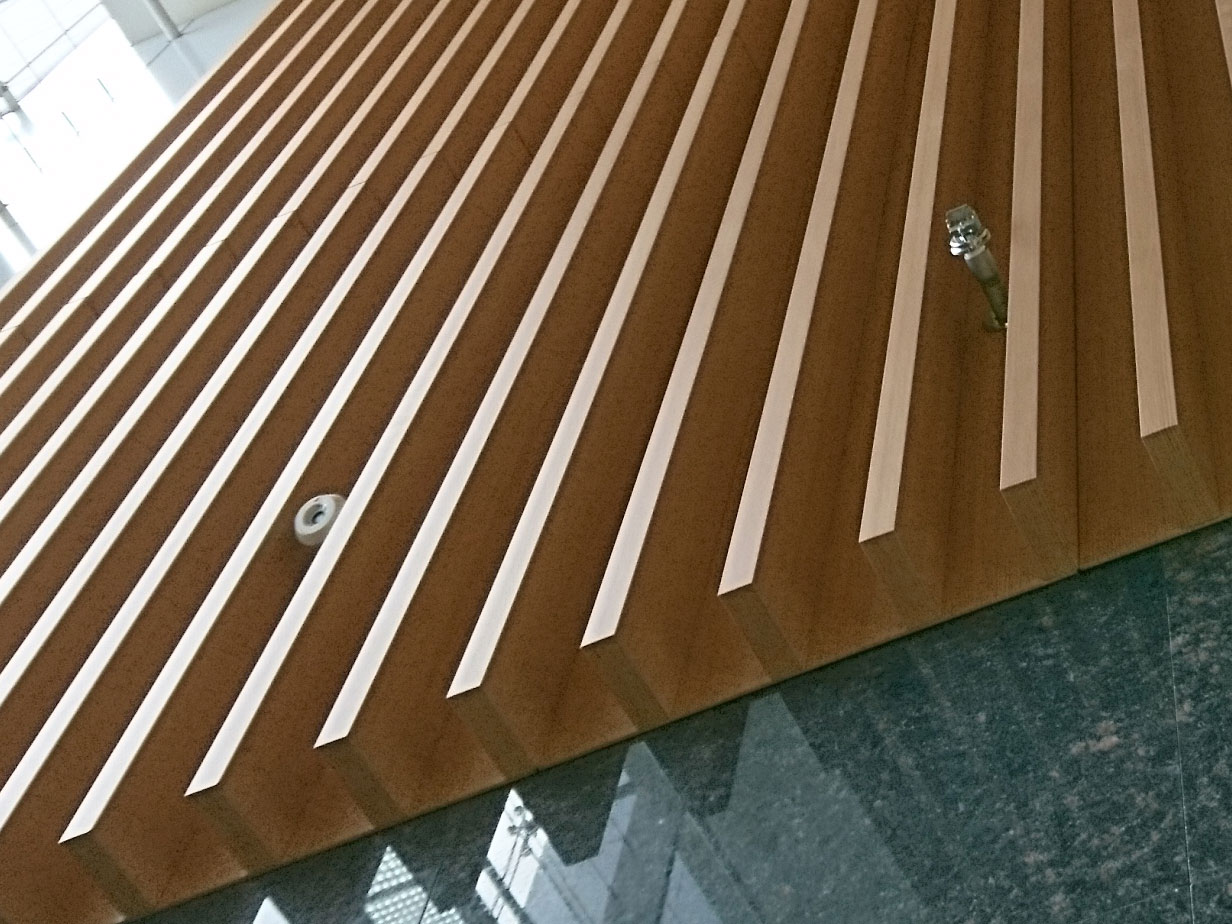
炎感知器（左）と固定式放水型スプリンクラーヘッド（右）

ドーム・アトリウムや吹き抜け等の大空間では、開放式スプリンクラーさえ不適当な場合もある。このような場合は放水型ヘッドを用いたスプリンクラー設備が使われる。
放水型ヘッドには固定式のものと可動式のものがあり、大型の可動式ヘッドは、スプリンクラーというよりも放水銃に近いものである。放水型ヘッドを用いるスプリンクラー設備でも、システムの構成は開放式とほぼ同じだが、可動式のヘッドを利用するシステムでは、センサーで火災現場を特定し、放水銃の照準を合わせ放水したり、鎮火を確認したら自動的に放水を停止するなどの、より進んだ制御が行われることもある。また、大型のヘッドを用いるシステムでは、より効果的な放水のため、水流に圧搾空気を混入させることもある。
ただし、センサーが誤作動した時（例えば落雷電流等による作動）には甚大な水損が発生してしまう。

## 各国の性能規格と設置基準

### 日本

#### 規格
スプリンクラーヘッドは水圧0.1 MPa以上毎分80リットルの散水が可能な物である。近年は小区画型と称するヘッドもあり、これは水圧0.1 MPa以上毎分50リットルの規格である。毎分80リットルの標準型のヘッドは感熱部の鋭敏さで在来の物を二種、感度の鋭敏な物を一種としている。その他、ラック式倉庫用に毎分114リットルの散水をする特殊な物や、住宅用として設計され、水道管に直結して用いるものには毎分30リットルというものもある。
消防法施行規則に定める「同時に開口し散水するスプリンクラーヘッド個数」は普通の場合、二種のヘッドでは10個である。多い物ではラック式倉庫の30個がある。小区画型ヘッドや一種のヘッドは同時開放個数が軽減される。この個数により、水源水量や機器の能力が定められる。
閉鎖型スプリンクラーヘッドの場合、水源水量は同時開放個数×スプリンクラーヘッド放水量×20分である。
ヘッドやアラーム弁は日本消防検定協会の検定機器、フレキ・ハウジング型継手やバタフライ弁類は日本消防設備安全センターの評定機器を使う必要がある。
FM規格の場合はFM Approvedの機器、NFPA規格の場合はアメリカ保険業者安全試験所認証の機器を使う必要がある（設置規定はNFPA 13）。
設計や設置業務（工事）を行うには消防設備士甲種1類の資格が必要である。また同資格者による工事着工前の工事整備対象設備等着工届出書（着工届）、設置後の消防用設備等（特殊消防用設備等）設置届出書（設置届）を、所轄消防署に提出するのが通例である。提出後、所轄消防署の消防検査があり、検査に合格すると検査済書が交付され建物使用開始が認められる。
建物使用開始後も有資格者による定期点検（通常年2回）を行い 維持管理する必要があり、所轄消防署に消防用設備等（特殊消防用設備等）点検結果報告書を提出しなければならない。

#### 特例
実際の火災ではスプリンクラーヘッド数個程度で火災が制圧される場合が圧倒的であるが、消防法では信頼性の面から厳しい規格を定めている。しかし、火災死者が減少せず、高齢化も進んだ事もあって、相当小規模な建築物にあってもスプリンクラー設備が必要と認識されるようになってきた。しかし、基本的に大規模の建築物のみを前提としたこれらの規格をそのまま小規模な建築物に適応するのは不可能でもある。
従って、グループホーム等の六項のロに含まれる小規模福祉施設で従来の如く専用の水源・加圧送水装置を設けずに毎分30リットル（準不燃材以上の内装仕上げの場合は毎分15リットル）の小区画型ヘッドを公設水道に直結可能として良い旨の消防規則に改定された。また、住宅用の水道直結スプリンクラーにあっても、作動時のみにスプリンクラー配管に給水する装置も開発された経緯もあるが、従前より停滞水対策が緩和され設備が簡易になる傾向にある。

### アメリカ
建築物等の防火安全に関する規制は各州に委ねられており、州の建築法や消防法によって規定されている。ただし、ほとんどの州がIBC及びIFCを引用・参照して制定している。また、スプリンクラー設備の性能仕様や設置方法等はNFPA基準等が参照されている。

### イギリス
消防用設備等の設置に係る基準は建築規則の付属技術仕様書セクションBに規定されており、スプリンクラー設備の設置基準も言及されている。スプリンクラー設備の設置基準については、BS基準（British Standards）及び英国スプリンクラー協会（British Automatic Fire Sprinkler Association: BAFSA）のガイドラインに従い、仕様もBS基準に従うこととされている。

### 中国
スプリンクラー設備に関する基準は、建築設計防火規範第8章、高層民用建築設計防火規範第9章、火災自動警報報知器の設計規範に規定されている。

### インド
インドでは消防及び土地利用と建築物構造の規制は州の権限とされている。ただし、消防用機器等の設置基準をまとめたNational Building Code of India 2005 Part4-Fire and Life Safety（NBC）があり主要な州ではNBCを参照している。

## 管理上の注意
もっとも信頼性の高い設備ではあるが、万一バルブが閉鎖されていたり、ポンプが動かなかったりすると全く機能しないので、送水停止には特に注意を払う必要がある。また、スプリンクラーヘッドのそばに間仕切りをしたり、物を置いたりすると、有効に散水できない可能性がある。有効に作動しないおそれがあるので、スプリンクラーヘッドには塗装をしてはならない。
水は自動的に止まらないため、状況によっては火災による被害よりも散水による被害のほうが上回る可能性がある。よって、スプリンクラー設備のある建物ではあらかじめ制御弁の場所を把握しておき、鎮火後は速やかに散水を止める必要がある。

## 付属設備

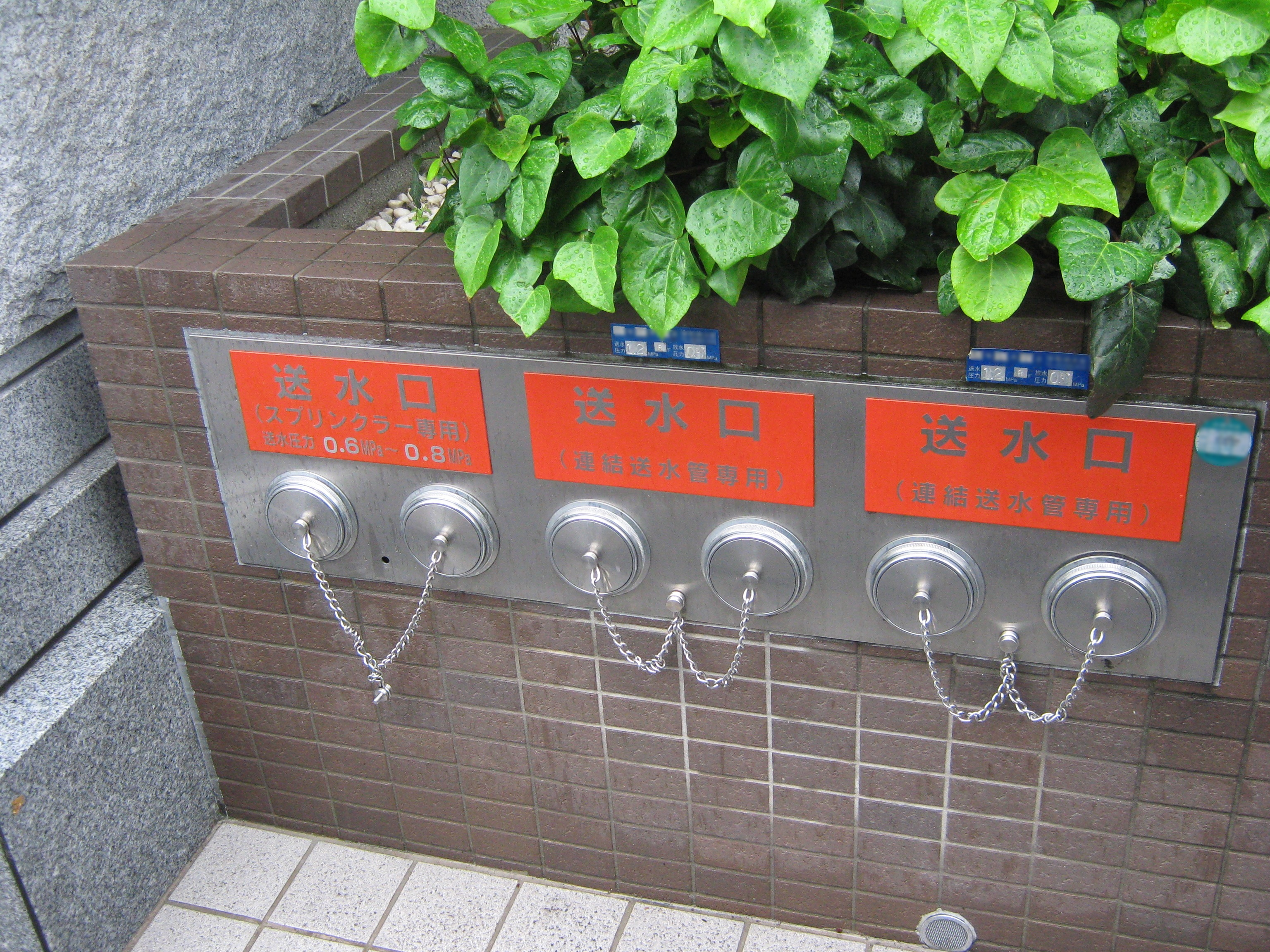
スプリンクラー用送水口、左側

スプリンクラーヘッドの配置の不要な階段・浴室・トイレ等にも散水できるように2号消火栓設備同様の消火用散水栓(補助散水栓）が設けられる場合がある。
また、水がなくなっても散水を続けられるように、消防隊からの水の供給を受ける為のスプリンクラー用送水口を置くのが一般的である。

## 類似設備
システム構成はスプリンクラー設備とほぼ同じだが、初期消火だけではなく火災の抑制、延焼防止や輻射熱低下などの目的でも利用される設備である。消防法施行規則においては、スプリンクラー設備とは別に技術規準が定められている。

### ドレンチャー設備
水幕防火設備とも呼ばれる。前述の開放式と類似するが、あくまでドレンチャーは対象物間に水を噴出することで「水のカーテン」を作り、延焼を阻止するためのものである。手動で起動する物が多く、大規模な木造の神社仏閣等に良く用いられている。

### 水噴霧消火設備
機構は開放式スプリンクラーとほぼ同じであるが、こちらは水を霧状に放射することで、炎に供給される酸素や輻射熱を減少させ、火災の抑制、消火を行うものである。このような特性は可燃性液体等の消火に好都合であるため、道路トンネル、駐車場、指定可燃物の貯蔵施設などで多用される。

### 連結散水設備
小規模な地下室、地下街等でスプリンクラー設備の設置義務のない場合（小規模でスプリンクラー設備の適当でない場合）でも、これらの防火対象物は火災が発生すれば熱気、濃煙が充満し消火活動が困難となることが多い。天井に予め配管とヘッドを設置し火災時に消防隊からの水の供給を受けて火勢を抑制し、或いは消火を図る設備である。
閉鎖型の通常のスプリンクラーヘッドを設置し、湿式の配管をなす場合もあるが、殆ど乾式の配管に専用の開放型ヘッドを装置して所定の範囲に一斉に散水する方式が一般的である。送水区域が複数となる場合、送水口付近には散水するエリアの平面図の表示が必要となる。